# Florão (heráldica)

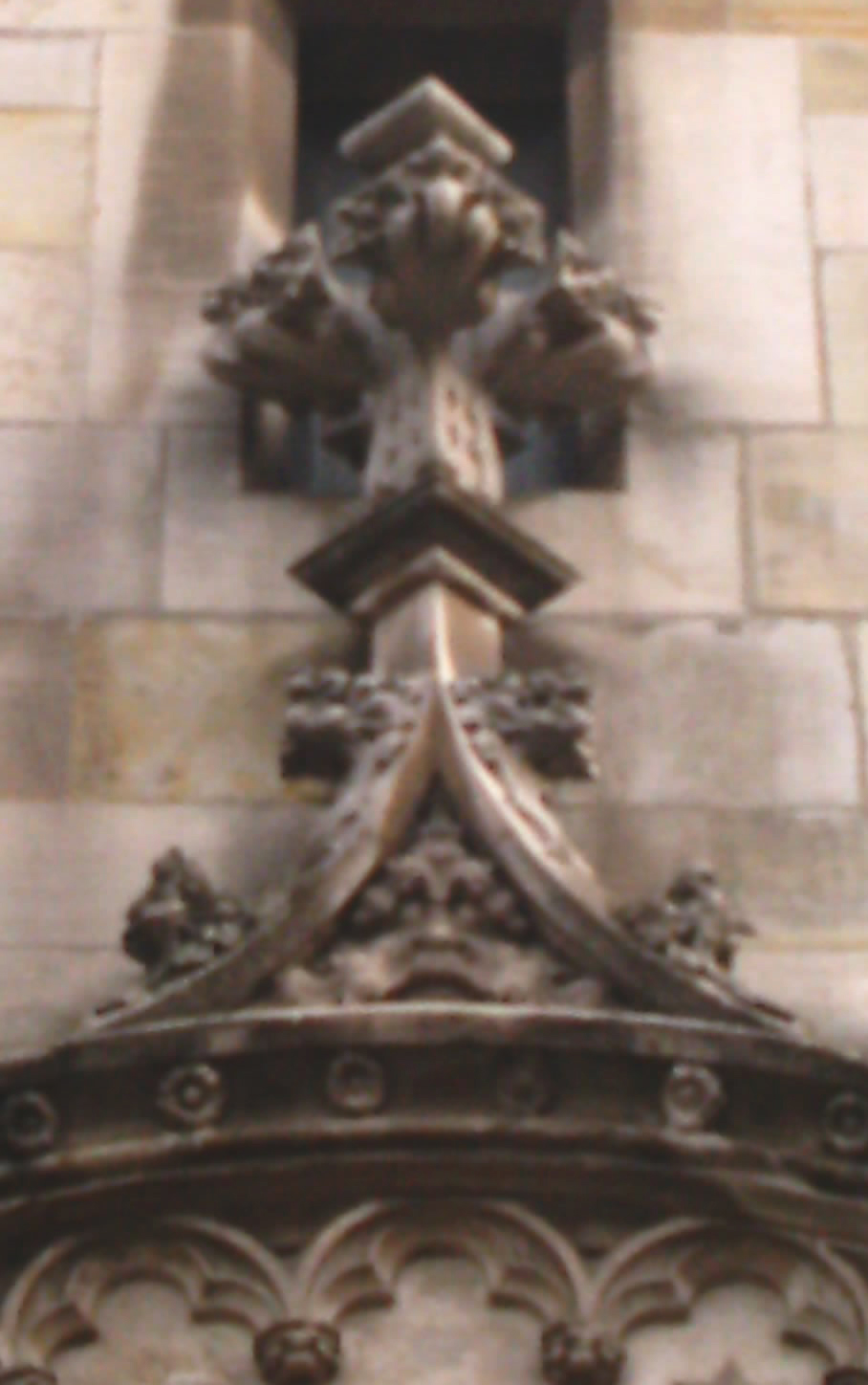
Florão na Câmara Municipal de Aachen, Alemanha

Florão é um ornamento decorativo, feito de ouro ou de pedras preciosas, que fica situado no aro de uma coroa, fazendo feição à flor. É um termo que pode ser usado na botânica, na arquitetura ou na heráldica. Aqui esse termo é utilizado na heráldica. Sua origem deve-se aos símbolos pessoais e familiares, que são muito antigos, e à sua sistematização, com foros da ciência, que começou no século XII, surgindo então, propriamente, a heráldica (arte com brasões/conjunto de emblemas de brasão).
O escudo heráldico, em que se colocam os emblemas, não teve sempre a mesma forma. Além disso, varia de um para outro país. O conhecimento da heráldica requer o estudo da significação das cores e dos metais, de sua disposição sobre o escudo e das relações que têm esses elementos com as diferentes ordens de nobreza e cavalaria, além de outros fatores. No Hino Nacional Brasileiro, a palavra florão aparece de forma figurativa, com o intuito de dizer que o Brasil destaca-se como uma joia/preciosidade que está decorando o Continente Americano. Aparece no trecho: "Fulguras, ó Brasil, florão da América". 